# Singapur na Letnich Igrzyskach Olimpijskich 1948
Singapur na Letnich Igrzyskach Olimpijskich 1948 reprezentował jeden sportowiec w jednej dyscyplinie.

## Skład reprezentacji

### Lekkoatletyka
- Lloyd Valberg
  - skok wzwyż - 14. miejsce